# Citadelle de Perpignan
 (novembre 2020).
Si vous disposez d'ouvrages ou d'articles de référence ou si vous connaissez des sites web de qualité traitant du thème abordé ici, merci de compléter l'article en donnant les références utiles à sa vérifiabilité et en les liant à la section « Notes et références ».
La Citadelle de Perpignan est une fortification militaire située dans la vieille ville de Perpignan, dans le département des Pyrénées-Orientales.
Elle est située au sud de la vieille ville, au sommet d'une petite colline qui, surtout aujourd'hui, ne se distingue pas beaucoup du reste de la ville. Cependant, l'emplacement du château est entre 20 et 30 mètres plus haut que la plupart de la ville.[réf. nécessaire]

## La première citadelle (1477)
Une première citadelle avait été construite à la fin du XVe siècle en renfort de l'ancien château de Perpignan. C'est Louis XI de France qui en avait ordonné la construction, qui débuta en mai 1477. Le marbre de Baixas fut acquis, et à la fin de 1483 il y avait déjà une garnison dans cette zone, documentée comme une citadelle du château royal de la ville de Perpignan. Le bastion et la porte Notre-Dame, actuellement appelés le Castellet, datent de la même période. Avec la construction de 1477-1483, le terme citadelle apparaît à Perpignan pour la première fois (dans les textes en latin, civitatella).

## Les ajouts sous Charles Quint (1550)
Aux XVIe siècle et XVIIe siècle, la construction de l'actuelle citadelle débute autour d'elle, sur la volonté de Charles Quint. Les douves des murs sont d'abord approfondies et renforcées. Plus tard, un millier de maisons délabrées ont été démolies pour la construction des bastions défensifs. En plusieurs sections, l'ancienne muraille médiévale a été démolie afin de construire de nouveaux rideaux plus résistants. Il fait également ajouter en 1550 sur le front accolé aux murs existants deux redans unis par une courtine. Les œuvres ont été revues à plusieurs reprises par les rois qui régnaient à cette époque: il y a des visites de Philippe II de Castille en 1548, entre autres. L'ancien couvent de Santa Clara est tombé parce qu'il occupait l'endroit où devait passer la nouvelle fortification, ce qui a conduit à la construction d'un nouveau couvent des Clarisses au-delà du nouveau mur, à l'extérieur du village.

## La citadelle de Philippe II (1564)

### Contexte et construction
Très vite cependant tant du côté de la citadelle que de l'enceinte urbaine, ces ouvrages ajoutés dans la première moitié du XVIe siècle se révèlent insuffisant et de nouveaux projets sont établis. Jean-Baptiste Palia conçoit pour la citadelle une nouvelle enceinte qui vient entourer l'enceinte médiévale. Les travaux préliminaires sont débutés en 1562 pour délimiter la construction au sol grâce à de la terre et des fascines puis la construction débute le 18 mars 1564 avec la pose de la première au bastion de Saint-André (1).

### Financement
Les coûts de tous ces travaux étaient si élevés que Philippe II jugea approprié de ne pas les faire payer uniquement par les habitants du Roussillon, qui en étaient jusque-là aux commandes. Ainsi, en 1573, il réussit à faire approuver par les Cortes la contribution des veguerias de Berga, Cervera, Lleida, Manresa, Tarragone, Urgell et Vic, ainsi que les habitants de Poblet.

### Description

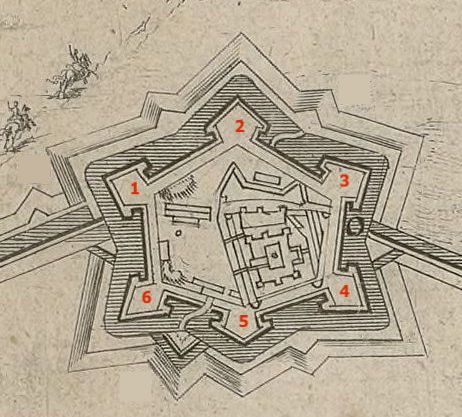
Plan de la citadelle lors du siège de 1642.

L'enceinte à l'origine ne comporte que cinq bastions, trois côté campagne et deux côté ville, elle en comportera finalement six (trois de chaque côté), l'ensemble forme un hexagone presque régulier flanqué de six bastions à places basses, chacun portant le nom d'un saint ou sainte :
- (1) Saint-André;
- (2) Saint-Philippe;
- (3) Saint-Georges;
- (4) Saint-Mathieu;
- (5) Sainte-Barbe;
- (6) Saint-Jean.

L'ensemble est entouré d'un chemin couvert avec places d'armes rentrantes vers le milieu des courtines. Par la suite des demi-lunes seront ajoutées devant les courtines 1-6, 3-4 et 5-6.
Il y avait une porte d'entrée joliment décorée avec des sculptures et des moulures.

## La citadelle française (1642)

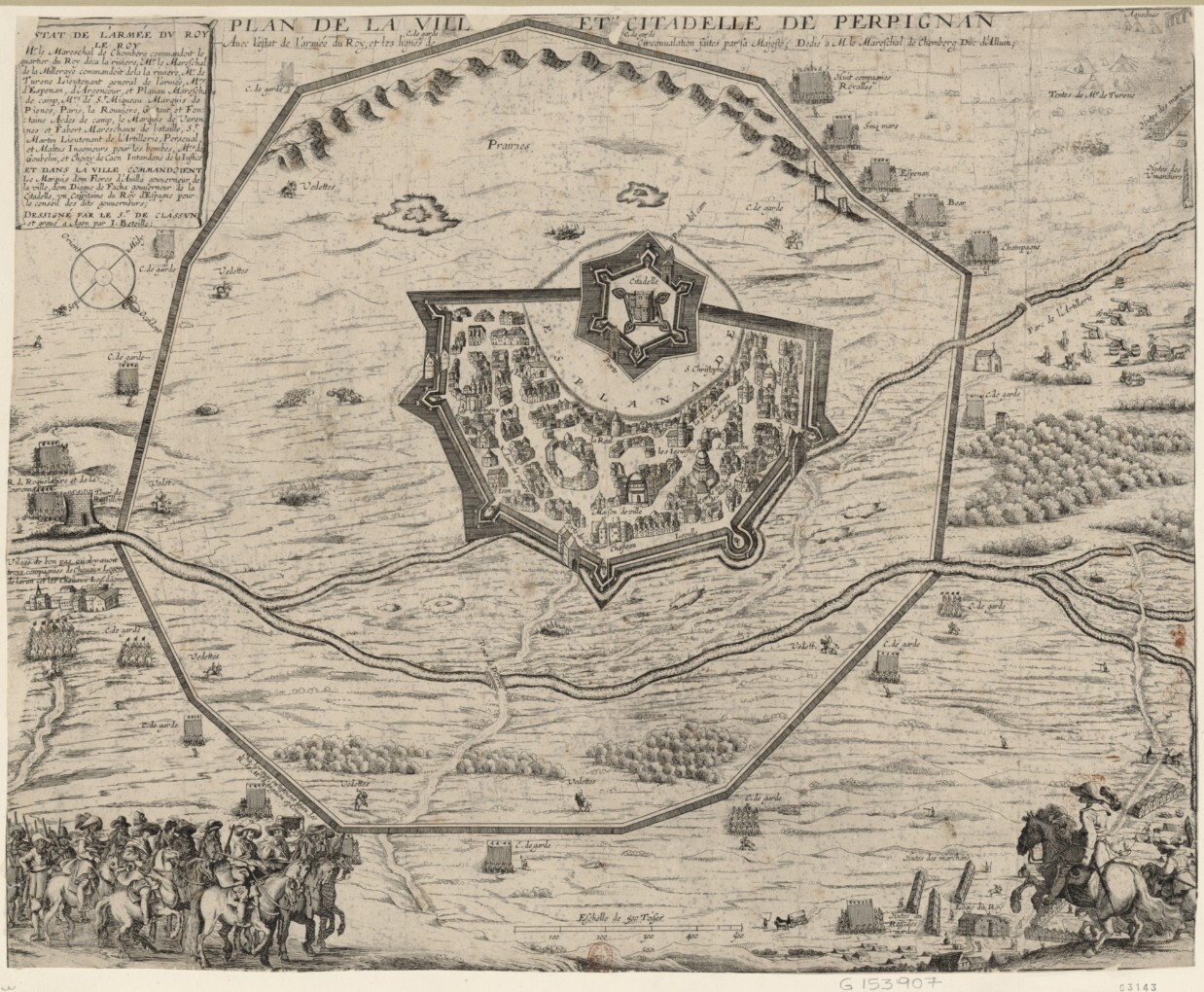
Plan de la citadelle par Jean de Lucmau de Classun (1645).

Il a été achevé par le célèbre ingénieur militaire Vauban dans la seconde moitié du XVIIe siècle. Dans toutes les guerres des XVIe siècle, XVIIe siècle et XVIIIe siècle, elle fut l'un des centres névralgiques de l'organisation des armées de garnison du Roussillon.
Pour sa construction plusieurs quartiers ont été démolis, en partie ou en totalité (l'un d'eux, celui qui contenait le grand bordel de Perpignan, situé à l'extérieur des murs de la ville, entre les portes de Bages et d'Elna). Les quartiers de Saint-Mathieu, La Réal et Saint-Jacques ont également été touchés, bien qu'une partie de l'ancien château (essentiellement le palais royal) ait été respectée, le laissant au centre de la nouvelle construction militaire. Parmi les bâtiments remarquables démolis lors de ces travaux figurent l'ancienne église paroissiale de Saint-Mathieu et l'ancien couvent des Capucins.
L'érection de la citadelle signifiait l'établissement d'une garnison de soldats professionnels dans la ville. Perpignan avait quatre compagnies de milices bourgeoises préparées pour la défense de la ville, mais la citadelle cherchait à établir une base permanente pour l'armée royale. Cette armée, composée de mercenaires aux origines multiples, avec peu de Catalans parmi ces troupes, a marqué le début d'un mécontentement, puis d'un affrontement, entre les habitants de Perpignan et l'armée, qui a duré plus de 300 ans.

## Utilisations ultérieures
Une fois que le besoin d'utilisation militaire de toute la fortification a commencé à diminuer, les secteurs ont commencé à être utilisés à d'autres fins. Déjà à la fin du XVIIIe siècle, par exemple, dans le bastion nord de la citadelle, le Jardin des Plantes a été créé, au service de l'Université de Perpignan.

Fragment des murs de la Citadelle, avec l'entrée du château et du palais

## Sources

#### Monographies
- Pierre Vidal, Histoire de la ville de Perpignan depuis les origines jusqu'au Traité des Pyrénées, Paris, H. Welter, 1897 (lire en ligne)